# Immicke
Immicke ist einer von 22 Ortsteilen der Stadt Bergneustadt im Oberbergischen Kreis im Regierungsbezirk Köln in Nordrhein-Westfalen, Deutschland.

## Lage und Beschreibung
Der Ort liegt in Luftlinie rund 2,1 Kilometer von Bergneustadt, zwischen der groben Richtung Olpe östlich und Gummersbach westlich. Ca. 330 m NN liegt dieser Ort eingebunden als schmales natürliches Tal mit einer Breite von ca. 1,5 km umgeben im Fichtenwald mit dem Othebach in einem kleinen Naturparadies.
Die dortigen Einwohner, die früher ausschließlich von der Landwirtschaft als Viehwirtschaft lebten und teilweise in den in Bergneustadt ansässigen Textilbetrieben tätig waren, sind heute im Raume Bergneustadt bei europäisch arbeitenden Unternehmen tätig.
Immicke hat sich seinen Charme als ein Stück Natur pur bewahrt. Wälder und Wiesen, Wildreichtum und saubere Luft ohne Industrien, laden jeden Besucher ein und die Bewohner mit offenem freundlichen Willkommen zeigen ein Stück Menschlichkeit und Freundlichkeit wie selten.

## Einwohnerzahlen
Stichtag.......Einwohnerzahl

31. Januar 1985............40

31. Januar 1990............55

31. Januar 1995............65

31. Januar 2000............69

31. Januar 2005............68

31. Januar 2009............76

31. Januar 2010............77

31. Januar 2011............82

31. Januar 2012............83

## Geschichte

### Erstnennung
1546 wurde der Ort das erste Mal urkundlich erwähnt. „Peter yn der Imeke“ ist in der Türkensteuerliste aufgeführt.
Die Schreibweise der Erstnennung war Imeke.

## Tradition

### Immicker Dorflied
Zu festlichen Anlässen wird traditionsgemäß das Immicker Dorflied gesungen. Das heimatverbundene Lied wurde von Liesel Blatt komponiert. Das Entstehungsjahr ist nicht bekannt. Gesungen wird das Lied auf Dorffesten und dem sogenannten Bekränzen. Die Melodie des Liedes orientiert sich an „Auf de schwäbsche Eisebahne“.

Immicker Dorflied

Es ist langsam Tradition

und wir alle feiern schon

unser Dorffest, ach wie wahr,

heute und noch manches Jahr.

Konkurrenzlos ist nunmal

die Perle hier im Othetal,

Immicke ihr Name ist,

wie ihr Leute alle wisst.

Unser Dörfchen klein und fein,

wird immer unsere Heimat sein.

Auch die einst fortgezogen sind

treibt manchmal her der Heimwehwind.

Doch nun woll’n wir fröhlich sein

trinken Bier, Likör und Wein

und beim Tanzen schnell uns drehn

bis in der Früh die Hähne krähn.

Ist die Feier dann zu Ende

reichen wir uns all die Hände,

wünschen uns all ’ne gute Zeit

bis es wieder ist so weit.

### Bekränzen
Bei Hochzeiten, Silber- oder Goldhochzeiten wird die Haustür des Brautpaares mit einem umlaufenden Kranz aus Fichtenreisern geschmückt ( Hochzeitsbrauch). Die Frauen und Mädchen des Dorfes finden sich ein, um den Kranz zu binden und mit Blumen und Ketten zu schmücken. Bei Hochzeiten wird auch ein Storch aus Holz vor die Tür gestellt. Im Schnabel trägt er eine Babypuppe. Auf diese Weise wird dem Brautpaar Kinderreichtum gewünscht.

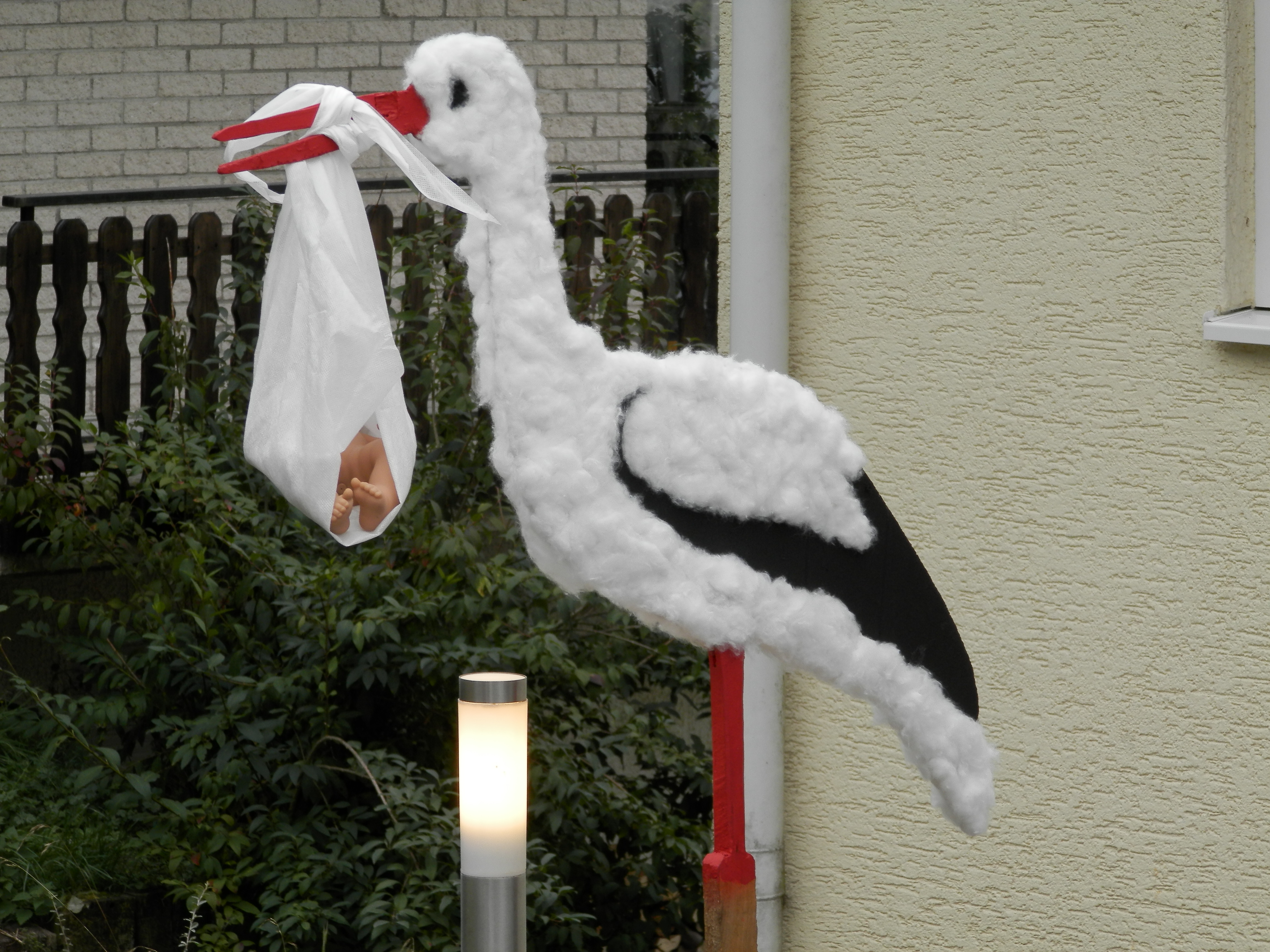
Der Immicker Bekränzungs-Storch soll das Brautpaar mit Kindern segnen.

## Busverbindungen
Haltestelle Immicke der Buslinie 313 der Oberbergischen Verkehrsgesellschaft (OVAG)